# Yāl Rūd
Yāl Rūd (persiska: يال رود) är en ort i Iran.   Den ligger i provinsen Mazandaran, i den norra delen av landet, 60 km nordost om huvudstaden Teheran. Yāl Rūd ligger 2 240 meter över havet och antalet invånare är 153.
Terrängen runt Yāl Rūd är kuperad västerut, men österut är den bergig. Yāl Rūd ligger nere i en dal. Runt Yāl Rūd är det ganska tätbefolkat, med 90 invånare per kvadratkilometer. Närmaste större samhälle är Baladeh, 7,5 km norr om Yāl Rūd. Trakten runt Yāl Rūd består i huvudsak av gräsmarker.